# Radio Haïfa
Radio Haifa (en hébreu : רדיו חיפה) est une radio régionale privée israélienne de Haïfa et de ses environs. Elle a commencé à diffuser officiellement à partir du 1er septembre 1995, mais émettait auparavant en tant que radio pirate, sous le nom de Radio 1 (רדיו 1).

## K-City
K-City (en hébreu : קיי סיטי) est une radio privée israélienne. La radio est une « radio-fille » de Radio Haïfa. K-City diffuse de la musique à destination du public jeune.